# Suis La Lune
Suis La Lune – szwedzki zespół emo/screamo, założony w 2005.

## Członkowie
- Henning – wokal, gitara
- Andreas – bass, wokal
- Kalle – gitara, wokal
- Danne – perkusja

### Byli członkowie
- Robert – gitara (opuścił zespół w 2007)

## Dyskografia
- Self Titled 3 Inch Demo 3" CD-R, wydane przez zespół (2005)
- Self Titled 7 Inch  7", Leaves Records (2005)
- Quiet, Pull the Strings! CD, Ape Must Not Kill Ape Records (październik 2006)
- Quiet, Pull the Strings! LP, Ape Must Not Kill Ape Records, Release The Bats Records, Asymmetrie Records, Quiet Still Dead Records (sierpień 2007)
- Heir 10" EP/CD-R, Fasaden Records (2008)
- Suis La Lune/Osceola split, 7" Protagonist(USA) & Fasaden Records(Szwecja) (2009)
- 30 sek and 7 Inch, Fasaden Records(Szwecja)(2009), Quiet Still Dead Records(Malezja), Listen to Aylin(Norwegia) (reedycja Self Titled 7 Inch z 2005)

Zaangażowany w:
- Emo Apocalypse, wydaną przez React With Protest Records (2006)
- V/A – Har du hört den förut?' – 29 svenska artister tolkar Förmögenhet CD, wydawnictwo Diskret
- V/A – For Anna, kasety, Fiducia.